# Carlos Navarro Rodrigo
Carlos Navarro y Rodrigo (Alicante, 24 de septiembre de 1833-Madrid, 24 de diciembre de 1903) fue un periodista y político español, ministro de Fomento durante la Primera República Española y durante la regencia de María Cristina de Habsburgo-Lorena.

## Biografía

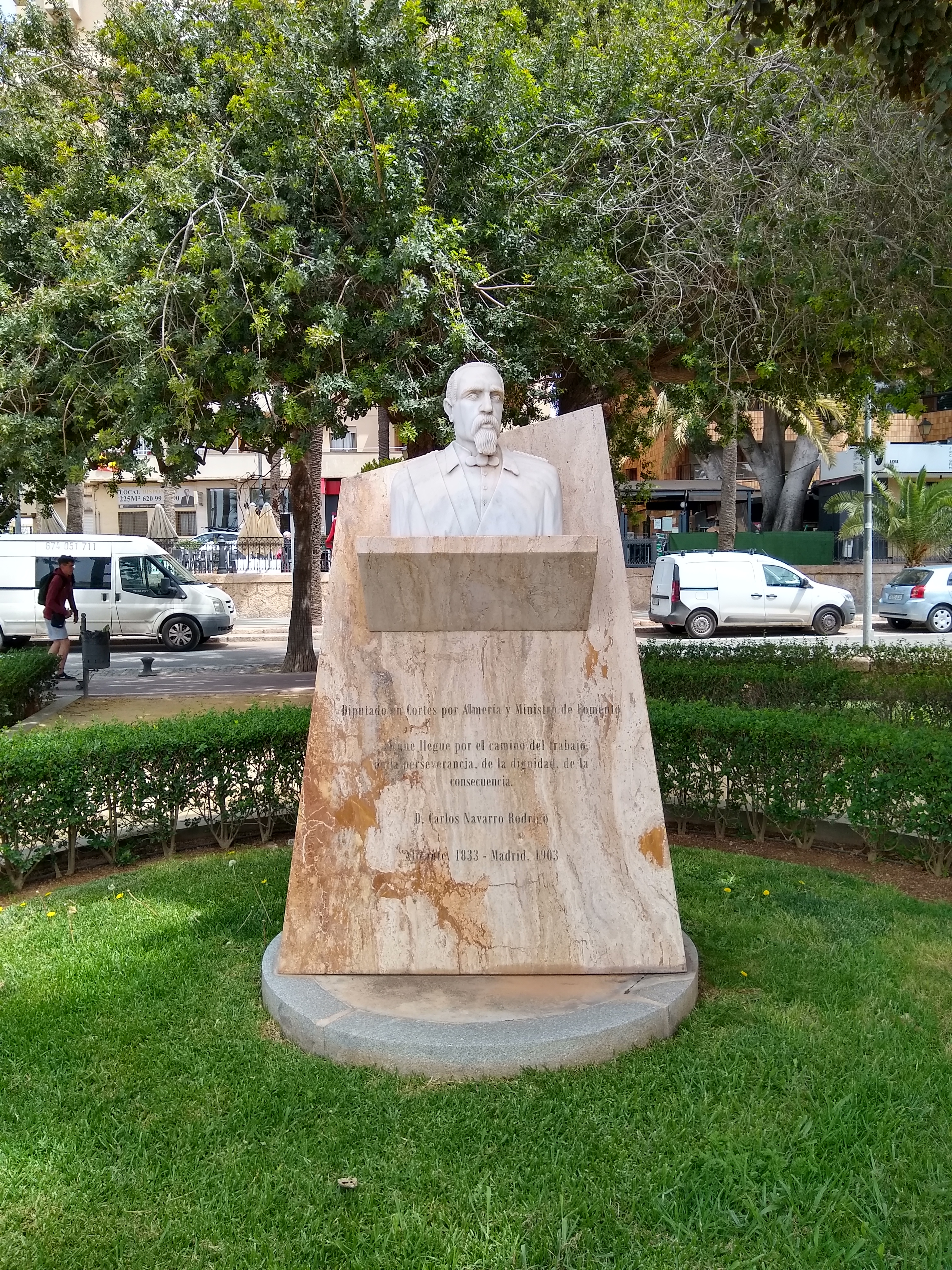
Busto de este político en el Parque Nicolás Salmerón de Almería.

Nacido el 24 de septiembre de 1833 en Alicante, fue redactor del periódico La Época. Inició su carrera política en Cortes como diputado por el distrito de Pego (provincia de Alicante) en las elecciones de 1858. Fue nombrado gobernador de Baleares; obtendría en las elecciones de 1865 un escaño en representación del distrito de Palma, en dichas islas, que repetiría en 1869. En 1866 se opuso al movimiento revolucionario que intentó acabar con el gobierno del General Narváez aunque criticará la fuerte represión que se desató tras el fracaso de la misma, críticas que le acarrearán el destierro, en 1867, a Oviedo.
En 1868 con el triunfo de la revolución de septiembre, más conocida como La Gloriosa pertenecerá a la Junta Revolucionaria de Madrid y en las subsiguientes elecciones de 1869 volverá a ser elegido diputado por Baleares. En las sucesivas elecciones, hasta la de 1886, volverá a ser elegido diputado por los distritos de Huete (1871) y Purchena (1872). Ya durante la Restauración, sería elegido diputado a Cortes por Purchena de nuevo en 1876, por el distrito de Almería (1879 y 1886) y Sorbas y Villacarrillo (1881; optando por jurar por el primero). Sería posteriormente elegido senador hasta 1893.
Ministro de Fomento durante la Primera República Española en el gobierno formado entre el 3 de septiembre y el 31 de diciembre de 1874 bajo la presidencia de Práxedes Mateo Sagasta, volverá a ocupar dicha cartera ministerial durante la regencia de María Cristina de Habsburgo-Lorena entre el 10 de octubre de 1886 y el 14 de junio de 1888 en el gabinete presidido nuevamente por Sagasta. Durante este último periodo, a propuesta de Carlos Navarro, se creó el 12 de agosto de 1887, el Instituto Central Meteorológico, que constituyó el primer Servicio Público de Meteorología de España y precedente de la actual Agencia Estatal de Meteorología.
Es autor entre otras obras de:
- El Cardenal Cisneros, (1868/9, Revista de España, ensayo biográfico.)
- O'Donnell y su tiempo (Madrid, 1869).